# 驚聲尖叫6
《驚聲尖叫6》（英語：Scream VI）是一部2023年美國砍殺電影，由泰勒·吉列特和馬特·貝蒂內利-奧爾平共同執導，詹姆斯·范德比爾特和蓋·布西克共同撰寫劇本。該片為2022年電影《驚聲尖叫》的續集，為「驚聲尖叫系列」的第六部電影，由梅莉莎·巴雷拉、潔絲敏·莎懷·布朗、梅森·古丁、珍娜·奧特嘉、海蒂·潘妮迪亞和寇特妮·考克絲主演，美國2023年3月10日由派拉蒙影業發行。續集《驚聲尖叫7》定於2026年2月27日上映。

## 劇情
布萊克莫爾大學電影研究副教授蘿拉·克萊恩前往紐約市一家餐廳赴約，但被引誘出店外並被身穿鬼面殺手服裝的學生傑森·卡維謀殺。傑森和他的室友葛雷密謀殺死卡本特姐妹以「完成瑞奇·克許的電影」，但他接到了另一個鬼面殺手的電話，並發現葛雷被分屍的屍體，隨後另一個鬼面殺手現身刺死了傑森。
2022年伍茲伯勒謀殺案一年半後，珊·卡本特與妹妹塔拉、室友奎茵·貝利、雙胞胎查德和明蒂·米克斯-馬汀、明蒂的女友安妮卡、和查德的室友伊森·藍卓住在紐約市。珊因為網路上影射她是陷害前男友瑞奇，實為去年伍茲伯勒謀殺案真兇的陰謀論而慘遭公眾排斥，而剛上大學的塔拉則因為珊的緊迫盯人甚至為了保護她和她一同搬來紐約市感到十分煩躁。珊也前往克里斯多福·史東醫師的診所進行心理治療，透露自己雖然不想成為殺人犯，卻在去年伍茲伯勒謀殺案反擊瑞奇並將其殺害時感到莫名興奮。奎茵的父親韋恩·貝利警探在傑森遇害現場發現了她的駕照，以及瑞奇和安柏·費里曼使用的鬼臉面具，因此將珊叫來審問。在前往警局的路上，鬼面殺手給打電話給珊，隨後在暗處突襲兩人，姐妹倆逃去超商求助，但鬼面殺手依然追殺至商店內並殺死了多名路人。
姐妹倆在警局內見到了2011年伍茲伯勒謀殺案的倖存者，現為FBI特別幹員的可碧·里德、以及前來採訪的蓋兒·魏德斯，後者透露席妮·皮斯考克已與丈夫馬克·肯凱德和孩子們躲藏起來以應對最近的襲擊。史東醫師被鬼面殺手謀殺，鬼面殺手偷走了珊的檔案並留下2011年殺人事件中使用的另一個面具。鬼面殺手隨後襲擊了珊等人的住處，將奎茵殺害，珊、塔拉、明蒂和查德在珊的鄰居男友丹尼·貝克特的幫助下逃脫，但重傷的安妮卡在爬梯子時遭到鬼面殺手搖晃，墜樓而死。
貝利警探在奎茵死後正式撤職，發誓要幫助他的女兒報仇。蓋兒帶眾人去了她在調查時發現傑森與葛雷名下的一家廢棄電影院，該處已被設置為鬼面殺手的「聖殿」，包括歷代鬼面殺手襲擊的武器和裝備。鬼面殺手後來打電話到蓋兒的公寓，用蓋兒的前夫杜威的死折磨她，殺死了她的男朋友並襲擊了她導致重傷。塔拉和珊及時趕到阻止鬼面殺手殺死蓋兒。
眾人同意在劇院與可碧會面以誘捕鬼面殺手，但是在地鐵站中眾人走散，明蒂遭到殺手襲擊重傷。在劇院，珊再度看到了父親比利·盧米斯的幻象，他提醒她要保護自己，不要相信任何人。珊從展示櫃中取出比利的刀，並意識到他們已被反鎖在裡面，因而將帶他們前往這裡的可碧誤認為是兇手。
貝利警探打電話給珊，聲稱可碧在幾個月前因精神不穩而被FBI亞特蘭大分局解雇。鬼面殺手出現，並在第二名鬼面殺手出現之前刺傷塔拉，兩名鬼面殺手還攻擊了查德。當塔拉和珊試圖逃跑時可碧和貝利警探都拔出了槍，貝利警探射殺可碧，揭露自己是第三個鬼面殺手。他坦承自己為了替自己的長子瑞奇復仇，與次子伊森還有假死的奎茵一起策劃了殺戮，並建立了聖殿作為紀念。珊和塔拉擊退了貝利一家，塔拉刺傷了伊森，珊則射殺了奎茵，隨後穿上她父親的鬼面殺手服裝，用變聲器模仿鬼面殺手的聲音打電話給貝利警探嘲笑他，最後以刀將其刺殺。倖存的珊同意讓塔拉更獨立地過自己的生活，而塔拉也同意接受心理治療。當姐妹倆以為屠殺已告一段落，未死的伊森再度試圖殺死姐妹倆，但可碧及時出現，將殺死史都·馬克的電視扔到他頭上將其殺死。
結尾，丹尼帶著數名警員前來援助，而負傷趕來現場的明蒂和查德、可碧被送往醫院。珊在離開劇院前，盯著她父親的鬼臉面具，但最終決定扔掉它，跟著塔拉進城。

## 演員
四人幫（The Core Four）
| 演員             | 角色                                          | 備註 |
| 梅莉莎·巴雷拉    | 珊曼莎·「珊」·卡本特 Samantha "Sam" Carpenter | 2022年伍茲伯勒謀殺案倖存者。伍茲伯勒鎮前居民，塔拉同母異父的姐姐，生父為1996年伍茲伯勒謀殺案主謀比利·盧米斯。為了保護上大學的塔拉而一同搬去紐約市，深受網路謠言、過度保護塔拉造成的姐妹關係緊張以及自己的心魔所苦。 |
| 珍娜·奧特嘉      | 塔拉·卡本特 Tara Carpenter                    | 布萊克莫爾大學學生，珊同母異父的妹妹，2022年伍茲伯勒謀殺案倖存者之一。為了將謀殺案拋諸腦後而前往紐約讀大學，因珊對自己的過度保護而感到無法喘息。                                                                    |
| 梅森·古丁        | 查德·米克斯-馬汀 Chad Meeks–Martin            | 布萊克莫爾大學學生，瑪莎的兒子、藍迪的姪子，和明蒂為異卵雙胞胎，現為塔拉的男友。2022年伍茲伯勒謀殺案倖存者之一。 |
| 潔絲敏·莎懷·布朗 | 明蒂·米克斯-馬汀 Mindy Meeks–Martin           | 布萊克莫爾大學學生，瑪莎的女兒、藍迪的姪女，現為安妮卡的女友。2022年伍茲伯勒謀殺案倖存者之一。 |

經典角色
| 演員          | 角色                      | 備註 |
| 寇特妮·考克絲 | 蓋兒·魏德斯 Gale Weathers | 新聞台晨間節目主持人，一位雄心勃勃、意志堅強的女子。在經歷前作的謀殺案後失去杜威，她因違背誓言寫了有關2022年伍茲伯勒謀殺案的書導致卡本特姐妹不滿。                                          |
| 海蒂·潘妮迪亞 | 可碧·里德 Kirby Reed      | 聯邦調查局亞特蘭大分局特別探員，伍茲伯勒鎮前居民，珊與塔拉的前鄰居。一位酷炫而古怪的女子，與明蒂一樣是恐怖電影的狂熱粉絲。是2011年伍茲伯勒謀殺案的倖存者之一，也是主謀吉兒·羅伯茲的前摯友。 |
| 史基特·烏瑞奇 | 比利·魯米斯 Billy Loomis  | 珊的生父，1996年伍茲伯勒謀殺案的主謀之一。 |

其他角色
| 演員              | 角色                                       | 備註 |
| 德莫·麥隆尼       | 韋恩·貝利 Wayne Bailey                     | 奎茵的父親，紐約市警局警探，負責本次鬼臉殺手謀殺案。實為瑞奇、伊森的父親。為了幫長子報仇策畫一連串的殺人計畫。 |
| 亨利·科澤尼       | 克里斯多福·史東 Christopher Stone          | 珊的心理治療師。                                                                                               |
| 薩瑪拉·威明       | 蘿拉·克萊恩 Laura Crane                    | 澳洲人，布萊克莫爾大學電影系副教授。                                                                           |
| 東尼·雷佛羅利     | 傑森·卡維 Jason Carvey                     | 布萊克莫爾大學電影系的學生。                                                                                   |
| 傑克·查恩         | 伊森·藍卓/鬼面殺手 Ethan Landry/Ghostface  | 布萊克莫爾大學學生，查德的室友。                                                                               |
| 黛文·尼科達       | 安妮卡·佳代子 Anika Kayoko                 | 布萊克莫爾大學學生，明蒂的女友。                                                                               |
| 莉安娜·利貝雷托   | 奎茵·貝利/鬼面殺手 Quinn Bailey/Ghostface  | 布萊克莫爾大學學生，韋恩警探的女兒，珊和塔拉的室友。                                                           |
| 喬許·塞嘉拉       | 丹尼·貝克特 Danny Brackett                 | 紐約市居民，珊、塔拉與奎茵的鄰居，同時也是珊的男友。                                                           |
| 湯瑪斯·卡德羅（Thomas Cadrot） | 布魯克斯 Brooks                            | 蓋兒的新男友。                                                                                                 |
| 傑克·奎德         | 理查·「瑞奇」·克許 Richard "Richie" Kirsch | 珊的前男友，2022年伍茲伯勒謀殺案主謀之一。                                                                     |

羅傑·L·傑克森繼續聲演鬼面殺手。大衛·艾奎特（飾演杜威·瑞利）與妮芙·坎貝爾（飾演席妮·皮斯考克）以照片或畫像形式出現。除有實際登場於本作的比利以及瑞奇外，飾演系列作中其他鬼面殺手的演員，包含馬修·里沃德（飾演史都·馬克）、提摩西·奧利芬（飾演米奇·阿爾蒂里）、蘿莉·麥凱佛（飾演南西·魯米斯）、史考特·佛利（飾演羅曼·布雷傑）、艾瑪·羅勃茲（飾演吉兒·羅伯茲）、羅伊·克金（飾演查理·沃克）、蜜琪·麥迪遜（飾演安柏·費里曼）皆以照片形式出現。

## 製作
妮芙·坎貝爾與第五集的雙人導演表達製作第六集電影的興趣。《驚聲尖叫》系列的第六部續集於2022年2月3日正式放行，製作由同一創意團隊回歸並預定在2022年中開始製片。2022年3月，宣布電影將於2023年3月31日上映，而寇特妮·考克絲將回歸飾演蓋兒·魏德斯。2022年5月10日，宣布梅莉莎·巴雷拉、潔絲敏·莎懷·布朗、 梅森·古丁與珍娜·奧特嘉都會回歸第六部續集。翌日，宣布海蒂·潘妮迪亞回歸演出第四集角色可碧·里德。。
2022年8月14日，寇特妮·考克絲透露，她已經完成了她角色的拍攝。整體拍攝於8月下旬殺青。
影片的高潮是放映角色瑞奇·克許 (Richie Kirsch) 製作的一部虛構電影。所放映的部分鏡頭實際上來自演員傑克·奎德的真實家庭錄像，與電影鏡頭交織在一起，配音也由奎德提供。這部電影以劇院博物館內前五集的許多致敬和物品為彩蛋。而使用的物品實際上不是以前電影中的原始道具，而是電影的藝術和服裝部門重新製作的。

### 坎貝爾的參與
2022年6月6日，由於片酬與分潤未達共識，擔綱前五集女主角、扮演席妮·皮斯考克的坎貝爾宣布退出第六集。。坎貝爾針對派拉蒙影業與她的薪酬協調與合約問題發表了以下聲明：
「作為女性，我得非常努力工作來建立我的價值，而在《驚聲尖叫》系列尤其是如此。我認為提供給我的薪資並不足以代表我為這個系列帶來的價值，而向前看是個非常困難的決定。親愛的《驚聲尖叫》粉絲，我愛你們，你們總是如此地擁護我，我永遠感激你們以及這個系列在過去25年來所給我的一切。」
IndieWire寫道坎貝爾已經在系列演出26年，而這項聲明是「一個世代的結束」  。大衛·艾奎特表示：「我會很高興她參與第六集，一部沒有席妮的《驚聲尖叫》電影實在令人遺憾，但我瞭解她的決定。所有的一切都是生意，他們得平衡所有元素以符合製作電影的預算。」。潔絲敏·莎懷·布朗、梅莉莎·巴雷拉以及曾與坎貝爾在《驚聲尖叫》系列作中共演的艾瑪·羅勃茲、莎拉·蜜雪兒·吉蘭、馬修·里沃德與傑米·甘迺迪皆對坎貝爾的決定表達支持，並讚揚她對本系列的貢獻。
坎貝爾在數週後進一步詳述她的聲明，表示她無法忍受「在片場工作時感到被輕視」，而她若是男性的話，開給她的薪資就會變得大大不同。
雖然席妮並不會出現在第六集，但劇本依然會不斷提及席妮，並對她「非常保護」。
2022年12月，電波靜默製片公司針對坎貝爾的缺席發表聲明，表示這「大大地影響了劇本」。他們決定利用這次的改變作為更加聚焦於其他角色的機會，尤其是上一集中四位年輕的倖存者。電波靜默製片公司更提到他們喜愛坎貝爾以及席妮一角，並說在未來續集中可能讓她回歸。 

## 音樂
這部電影由布萊恩·泰勒（Brian Tyler）配樂，他從上一集中回歸。2023 年 1 月，宣布斯文·福克納 (Sven Faulconer) 將與泰勒共同為電影配樂。2023 年 2 月，搖滾樂團聯合公園的人聲/吉他手麥克·篠田（Mike Shinoda）在接受KROQ採訪時透露，他將發行一首獨唱歌曲作為《驚聲尖叫6》配樂的一部分。美國歌手黛咪·洛瓦托(Demi Lovato)於 3 月 3 日由小島唱片 發行的“Still Alive”（我仍活著） ，作為電影配樂的主打單曲。

## 發行
《驚聲尖叫6》於2023年3月6日在美國AMC林肯廣場劇院（AMC Lincoln Square 13）舉行了全球首映。這部電影由派拉蒙影業公司於2023年3月10日在美國上映，原定於2023年3月31日上映。這部電影在美國以RealD 3D、4DX和杜比影院格式發行。
台灣則以一般數位格式上映。

## 評價
在爛番茄網站上，基於 206 條評論，這部電影的支持率為 76%，平均評分為 6.8/10。該網站的評論一致認為，「恐怖片中最具殺傷力的元老系列的某些方面可能會變得老套，但設置的改變和一些創造性的場景，讓《驚聲尖叫6》保持一定水準。」 在Metacritic上，基於 50 位評論家，這部電影的加權平均分為 61 分（滿分 100 分），表示「普遍好評」。CinemaScore調查的觀眾在 A+ 到 F 的等級中，給這部電影的平均評分為“B+”，和 2022 的《驚聲尖叫》，而PostTrak的總體評分為 87%，其中 74% 表示他們肯定會推薦它。